# Dactylospora haliotrepha
Dactylospora haliotrepha är en lavart som först beskrevs av Kohlm. & E. Kohlm., och fick sitt nu gällande namn av Hafellner 1979. Dactylospora haliotrepha ingår i släktet Dactylospora och familjen Dactylosporaceae.   Inga underarter finns listade i Catalogue of Life.